# Rebecca Sugar
Rebecca Sugar (le 9 juillet 1987 à Silver Spring) est une personnalité américaine non-binaire travaillant dans l'animation, la composition et la réalisation. Rebecca Sugar acquiert une certaine notoriété pour sa création de Steven Universe pour Cartoon Network, qui lui a permis de devenir la première personne non-binaire à créer indépendamment une série sur la chaîne. Sugar était auparavant auteur et artiste de storyboard pour la série animée Adventure Time. Ses travaux sur Adventure Time et Steven Universe lui ont rapporté trois nominations aux Primetime Emmy Award.

## Biographie

### Enfance et jeunesse
Sugar grandit à Silver Spring dans le Maryland puis, suit simultanément les cours de la Montgomery Blair High School et ceux du Visual Arts Center à l'Albert Einstein High School, les deux dans le Maryland. Sugar intègre ensuite la School of Visual Arts à New York.

### Carrière
Sugar rejoint d'abord l'équipe d'Adventure Time pour la relecture de storyboard pendant la première saison de la série. Puis, on promeut Sugar artiste de storyboard durant la production de la seconde saison, en commençant avec l'épisode It Came from the Nightosphere.
La production de Steven Universe commence alors que Sugar travaille encore sur Adventure Time. Sugar continue à travailler sur Adventure Time jusqu'à la cinquième saison de la série, avant de la quitter pour se concentrer sur Steven Universe. Son dernier épisode pour Adventure Time est Simon & Marcy ; après cet épisode, travailler pour les deux séries devint selon ses dires impossible. De plus, Sugar rencontre également des difficultés dans la production de l'épisode d'Adventure Time, Bad Little Boy.
Sugar réalise également la pochette de l'album True Romance pour Estelle, la voix de Garnet dans la série Steven Universe.
On connait aussi Sugar pour son comic Don't Cry for Me I'm Already Dead, rempli de références aux Simpsons ainsi que pour la publication, en 2010, du comic Pug Davis.
Sugar a composé des chansons pour Adventure Time et Steven Universe. En novembre 2023 sort son premier EP personnel intitulé Spiral Bound.

## Récompenses
Le travail de Rebecca Sugar pour Adventure Time lui rapporte des nominations aux Primetime Emmy Award for Short-format Animation pour l'épisode It Came from the Nightosphere en 2011 et pour l'épisode Simon & Marcy en 2013, ainsi qu'une nomination en 2012 aux Annie Awards pour le meilleur storyboard dans une production télévisuelle,,. En 2012, le magazine Forbes classe Sugar dans sa liste "30 under 30 in Entertainement" ("30 en dessous de 30 ans dans le divertissement"), soulignant sa responsabilité dans "beaucoup des meilleurs épisodes" d'Adventure Time.

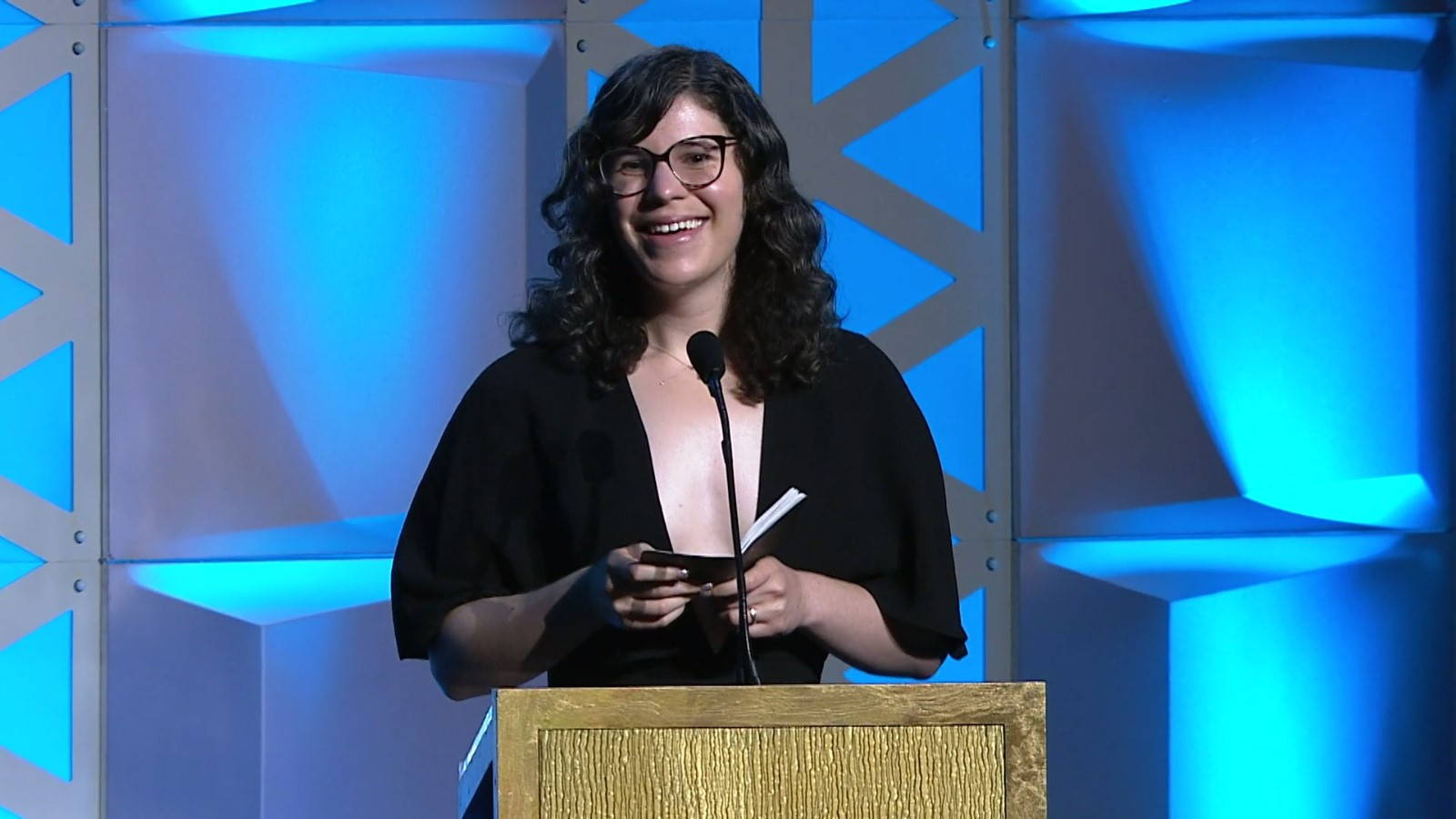
Rebecca Sugar aux Peabody Awards en 2018.

Pour son travail sur Steven Universe, Sugar est en nomination pour un Primetime Emmy Award for Short-format Animation pour l'épisode Lion 3 : Straight to video.

## Vie personnelle
En février 2016, Ian Jones-Quartey confirme que Rebecca Sugar et lui sont en relation amoureuse depuis huit ans. Il ajoute qu'ils se sont rencontrés quand Sugar était à l'École d'arts visuels de New York. En juillet 2016, Sugar annonce lors d'une conférence de la Comic-Con de San Diego que les thématiques LGBT dans Steven Universe sont en grande partie basées sur sa propre expérience de femme bisexuelle. Sugar ajoute dans une interview de juillet 2018 avoir créé les Gemmes de Steven Universe comme moyen de s'exprimer en tant que femme non-binaire.

## Filmographie

### Cinéma
| Année | Titre              | Rôle                  |
| ----- | ------------------ | --------------------- |
| 2012  | Hôtel Transylvanie | Artiste de storyboard |

### Télévision
| Année           | Titre           | Rôle                                                                              |
| --------------- | --------------- | --------------------------------------------------------------------------------- |
| 2009–2012, 2014 | Adventure Time  | Scénariste, compositrice, artiste de storyboard, correctrice de storyboard        |
| 2013–2020       | Steven Universe | Créatrice, productrice exécutive, scénariste, artiste de storyboard, compositrice |

## Discographie

### Spiral Bound(2023)
| 1.    | Sweet Time             | 2:59 |
| 2.    | Good Morning Afternoon | 1:28 |
| 3.    | i didn't mean to       | 1:41 |
| 4.    | Adams Morgan 1991      | 2:22 |
| 5.    | Anything Can Happen    | 2:10 |
| 6.    | My Own Way to the End  | 2:23 |
| 13:05 |                        |      |

### Steven Universe(2017-2019)
| Année | Titre                      | Rôles                                 |
| ----- | -------------------------- | ------------------------------------- |
| 2017  | Steven Universe: Volume 1  | Productrice, compositrice, interprète |
| 2019  | Steven Universe: Volume 2  | Productrice, compositrice, interprète |
| 2019  | Steven Universe (Karaoke)  | Productrice, compositrice             |
| 2019  | Steven Universe: The Movie | Productrice, compositrice             |
| 2020  | Steven Universe Future     | Productrice, compositrice, interprète |